# Georges Spénale

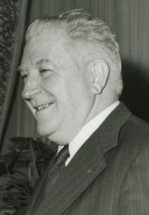
Georges Spénale

Georges Spénale (Carcassonne, 29 november 1913 - Parijs, 20 augustus 1983) was een Frans schrijver, dichter en politicus voor de PS.

## Levensloop
Van 1949 tot 1955 en van 1957 tot 1960 vervulde Spénale belangrijke functies in de toenmalige Franse koloniën Ivoorkust, Kameroen en Togo. Van 1955 tot 1956 was hij adjunct-gouverneur en dan gouverneur van de Franse Overzeese departementen en van 1956 tot 1957 werkte hij op het kabinet van toenmalig Frans minister van Overzeese Gebieden Gaston Defferre.
In 1962 werd Spénale lid van de Franse Nationale Vergadering voor het departement Tarn en vervulde dit mandaat tot in 1973. Daarna was hij van 1973 tot 1977 lid van de regionale raad van Midi-Pyrénées en was hij van 1977 tot aan zijn dood lid van de Franse Senaat.
Van 1964 tot 1979 zetelde hij tevens in het Europees Parlement, waar hij van 1975 tot 1977 voorzitter van was. Nadat het Europees Parlement in 1979 voor het eerst rechtstreeks verkozen werd en nationale parlementsleden er niet meer mochten zetelen, was hij van 1979 tot in 1982 lid en ook ondervoorzitter van de Parlementaire Vergadering van de Raad van Europa.
- Bibliothèque nationale de France: cb120582406 (data)
- Gemeinsame Normdatei: 111948765X
- International Standard Name Identifier: 0000 0000 0012 2391
- Système universitaire de documentation: 028826612
- Virtual International Authority File: 68949945
- WorldCat: E39PBJtX7BHkyyq7hMyv7CXDbd